# Khorramabad (Mazandaran)
Khorramābād (farsi خرم‌آباد) è una città dello shahrestān di Tonekabon, circoscrizione di Khorramabad, nella provincia del Mazandaran in Iran. Aveva, nel 2006, una popolazione di 9.936 abitanti.